# ستان براون
ـستان براون (بالإنجليزية: Stan Brown)‏ (15 سبتمبر 1941 في المملكة المتحدة - 15 مارس 2018) هو لاعب كرة قدم بريطاني في مركز نصف الجناح. لعب مع برايتون أند هوف ألبيون وكولتشستر يونايتد ونادي فولهام ونادي ويمبلدون.

## وصلات خارجية
- ستان براون على موقع قاعدة بيانات كرة القدم.إي يو (الإنجليزية)